# Inge Trisch

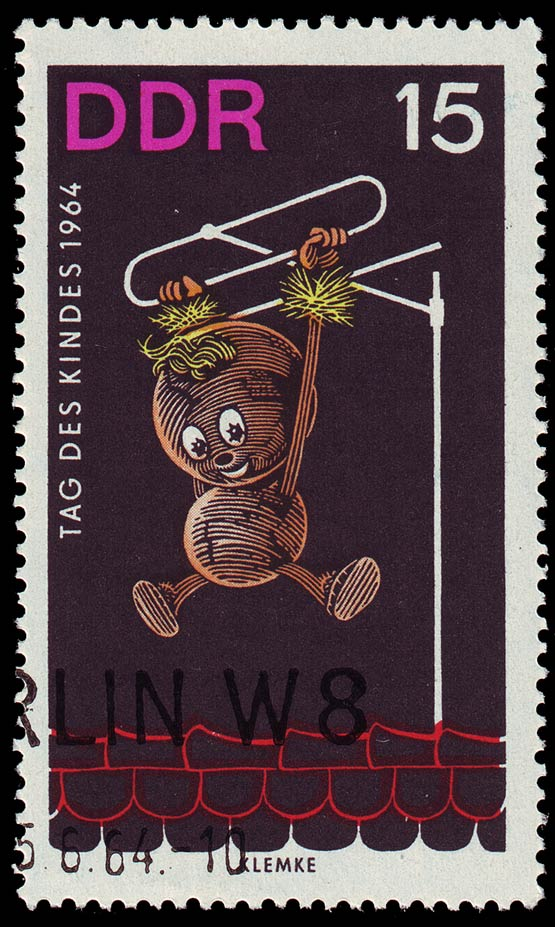
Pittiplatsch-Briefmarke von 1964

Inge Trisch (* 27. Februar 1934 in Greifswald; † 12. November 2023 in Berlin) war eine deutsche Fernsehautorin und Redakteurin für das Kinderfernsehen der DDR. Sie gilt als Mitschöpferin von Pittiplatsch und weiteren Figuren des DDR-Fernsehens.

## Leben und Werk
Als sie zwölf Jahre alt war, starb ihre alleinerziehende Mutter, woraufhin sie in ein Kinderheim kam. Mit 18 Jahren ging sie nach Berlin und absolvierte in den 1950er-Jahren ein Pädagogikstudium an der Jugendhochschule „Wilhelm Pieck“. Im Fernstudium legte sie ihre Lehrerprüfung ab.
1955 gehörte sie zum Gründungsteam der Kinderzeitschrift Fröhlich sein und singen im Verlag Junge Welt. Als Redakteurin schuf sie mit einem Team den kleinen braunen Kobold Pittiplatsch für das DDR-Fernsehen, der am 17. Juni 1962 zum ersten Mal im Abendgruß des Sandmännchens erschien. Sie prägte auch weitere Figuren des Kinderfernsehens, so die Berliner Gören Paul und Stine und das Urvieh. Beim Start des Kinderfernsehens war sie für die Figuren „Meister Nadelöhr“, „Meister Briefmarke“, „Bummi“, „Schnatterinchen“ und „Pittiplatsch“ sowie den allabendlichen „Abendgruß“ zuständig. Gemeinsam mit der Schauspielerin Ellen Tiedtke schuf sie zudem die Kindersendung Ellentie.
Mit der Abwicklung des DDR-Fernsehens endete auch ihre Arbeit zum 31. Dezember 1991. Ihre Versuche als freiberufliche Redakteurin oder Autorin bei den Fernsehanstalten MDR, ORB und in dessen Nachfolge RBB waren nicht von Dauer.
Trisch war Mutter von drei Söhnen. Sie starb am 12. November 2023 im Alter von 89 Jahren nach schwerer Krankheit in Berlin.